# Ferler

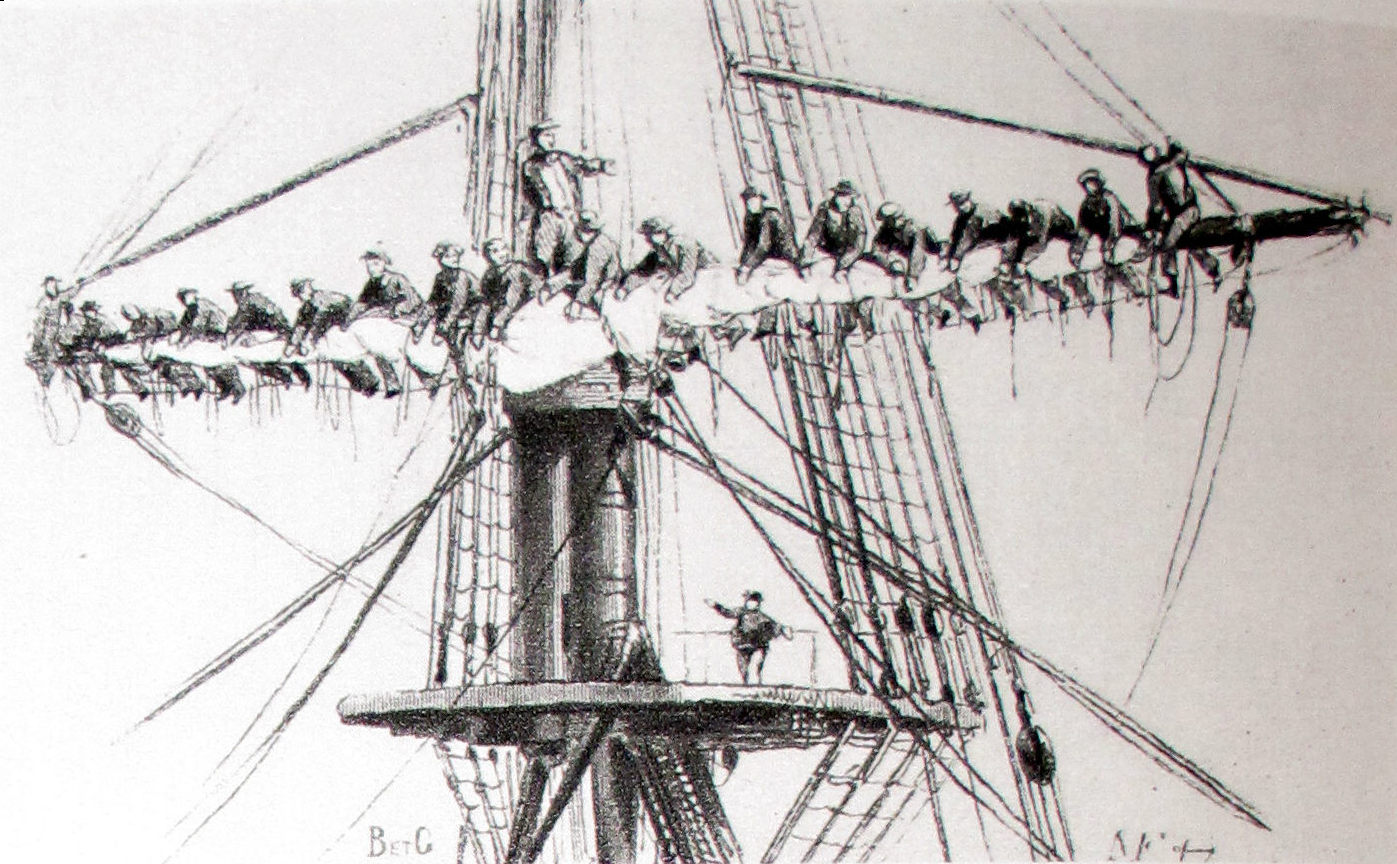
Matelots serrant un hunier (Morel Fatio, 1844,)

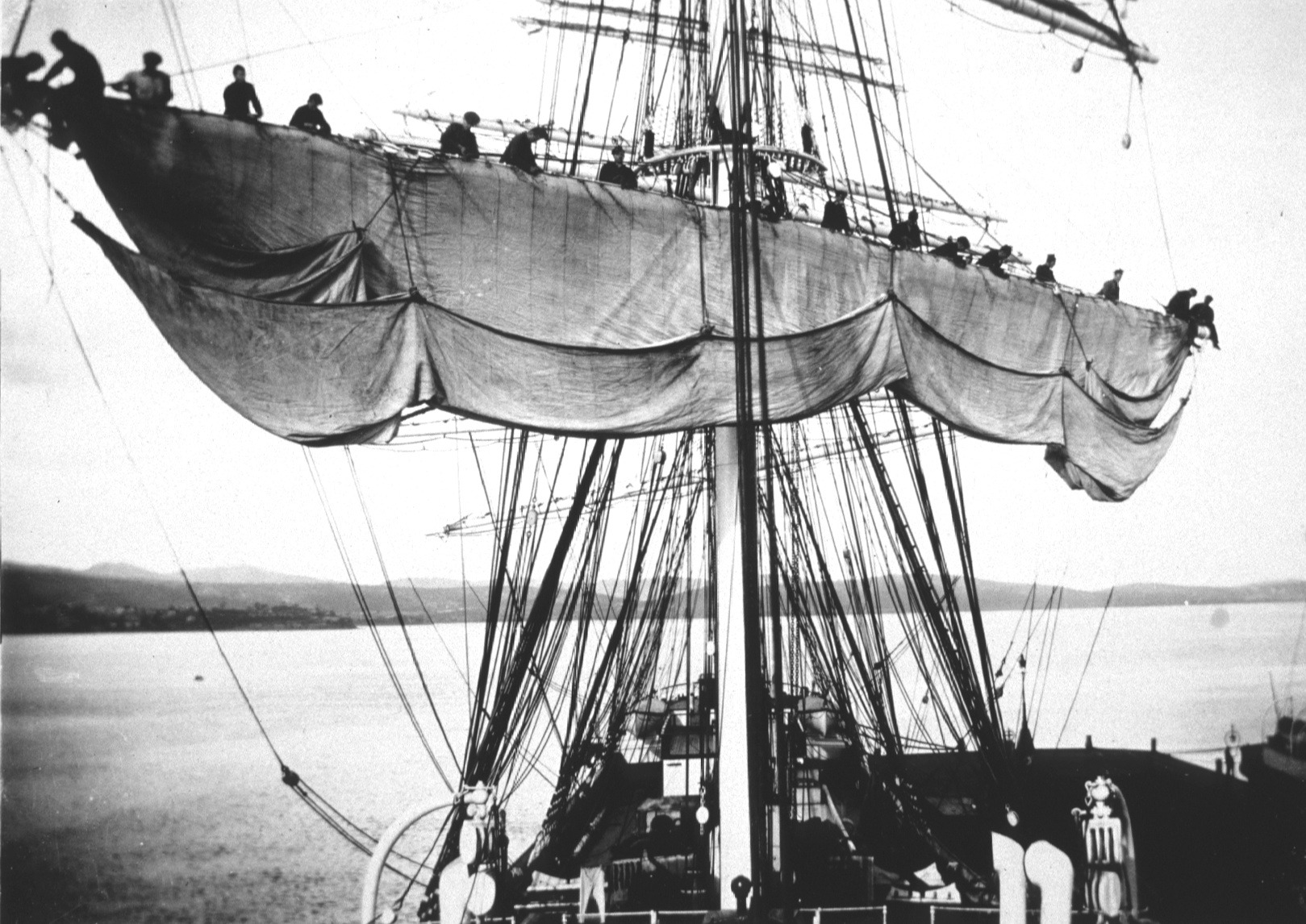
Attache de la grand-voile en 1910 du trois-mâts barque Medway (1902)

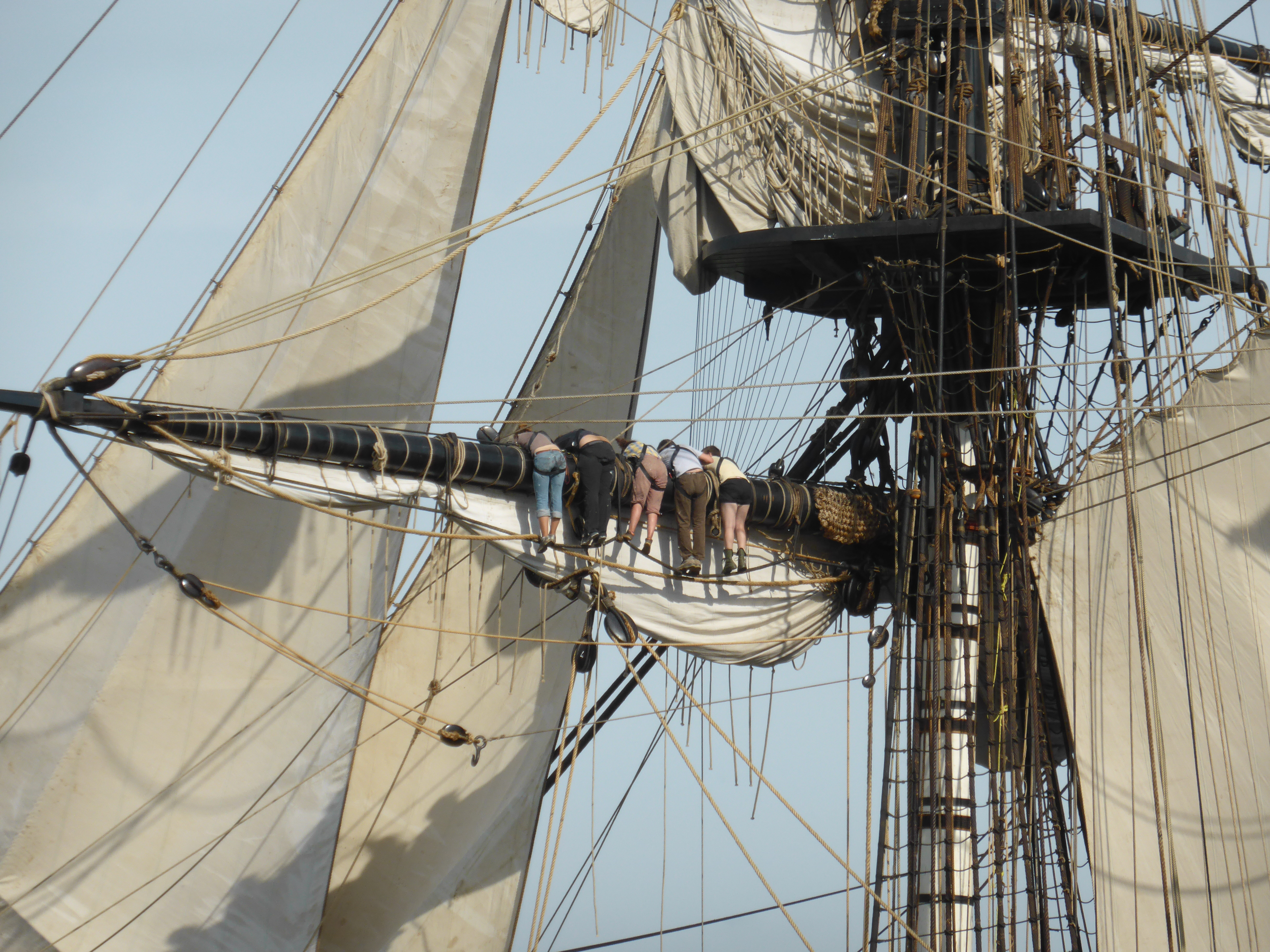
Gabier ferlant la grand-voile sur la frégate Hermione.

L'action de ferler ou de serrer une voile consiste à replier et l'attacher autour d'une vergue, afin qu'elle oppose le moins de résistance possible au vent.

## Détails de l'opération de ferlage
Les gabiers montent au gréement par les haubans puis utilisent le marchepied pour se déplacer et se positionner le long de la vergue. Puis penchés, en appui au dessus de la vergue, les gabiers relèvent puis enroulent la voile le plus serré possible contre la vergue, à la force des bras.
La voile est ensuite attachée à l'aide de garcettes en utilisant un nœud de ris qui est un nœud plat gansé. Celui-ci permettant l'ouverture des voiles en tirant sur la ganse, quelle que soit la tension sur le cordage et même avec un cordage mouillé.
L'opération de ferlage était très délicate lors des tempêtes d'hiver sur les grands voiliers car le travail était rendu très dur à cause du gel et du poids élevé des voiles. Il était souvent nécessaire d'envoyer tous les gabiers pour y arriver. Du soin apporté à cette manipulation dépendait une moindre prise au vent de l'ensemble de la mâture lors des réductions de voile en cas de gros temps ainsi que la longévité de la toile. Aujourd'hui les gabiers ont une longe de sécurité, mais au 18e siècle les chutes étaient définitives.

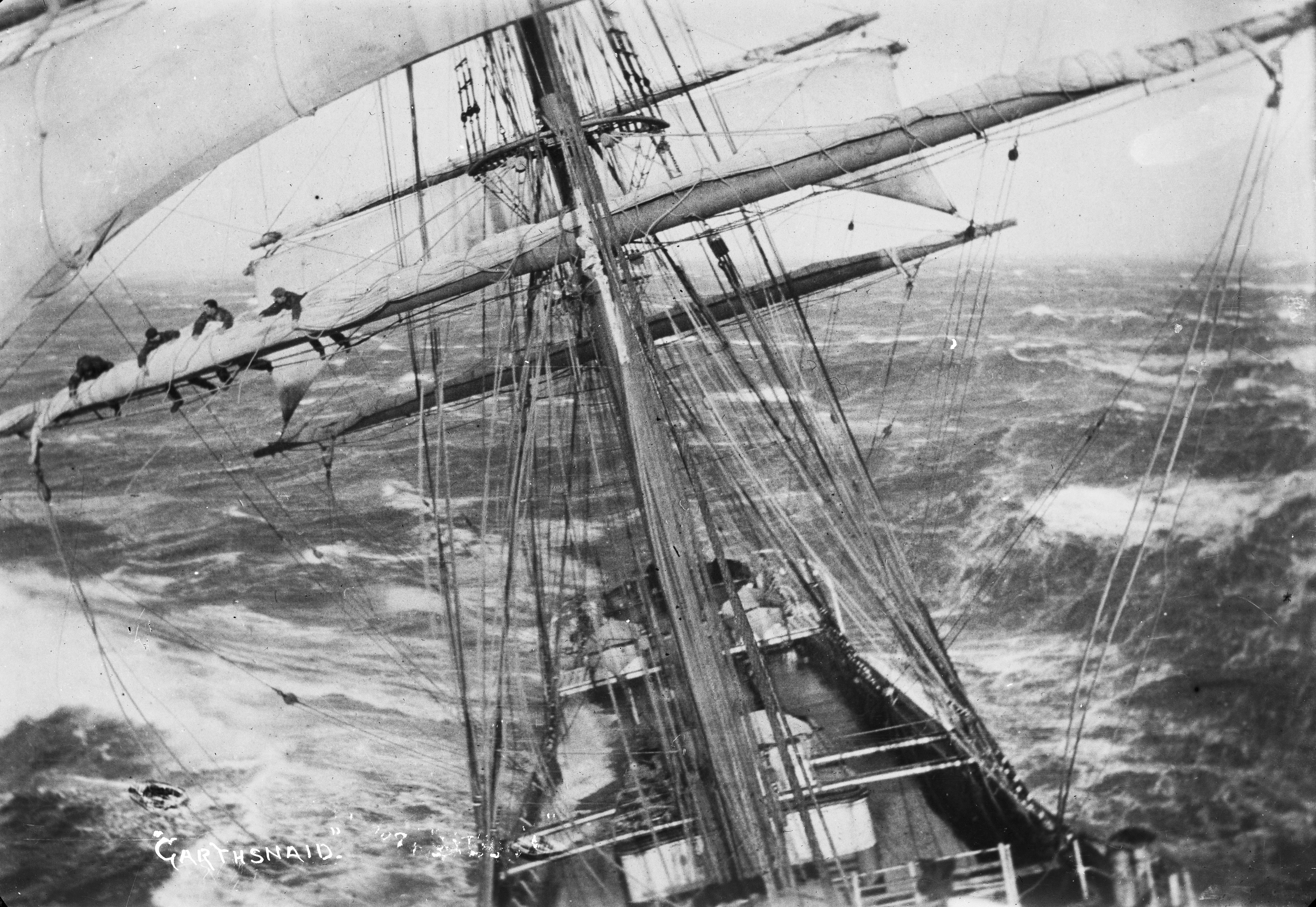
A bord du Garthsnaid serrant une voile sur une mer agitée en 1920

## Galerie d'images: Les étapes du ferlage d'une voile
| 01 |
| 02 |
| 03 |